# 林格汉
林格汉是德国莱茵兰-普法尔茨州的一个市镇。总面积6.01平方公里，总人口470人，其中男性242人，女性228人（2011年12月31日），人口密度78人/平方公里。